# Magellanov prolaz
Magellanov prolaz (španj. Estrecho de Magallanes) morski je prolaz na krajnjem jugu Južne Amerike, dug oko 580 km (360 milja). Prolaz odvaja južnoameričko kopno od otoka Ognjene zemlje i drugih nebrojenih manjih otočića. Ovo je najveći i najvažniji prirodni prolaz između Atlantskog i Tihog oceana. 
Tjesnac je danas pod jurisdikcijom Republike Čile i nalazi se u XII. Regiji Magellanes i čileanska Antarktika (španj. XII Región de Magallanes y de la Antártica Chilena). Njegova duljina je 583 km, računajući od rta Vírgenes na istoku, do rta Pilar, smješten na otoku Desolación, na zapadu. Širina prolaza varira od 3 do 30 km. U podmorju se nalaze rezerve nafte i prirodnog plina.
Prolaz je 1520. otkrio portugalski istraživač Fernão de Magalhães (španj. Fernando de Magellanes), a zato što se to dogodilo na dan Svih Svetih prozvao ga je Estreito de Todos los Santos (hrvatski Tjesnac Svih Svetih). Prolaz je imao vrlo važnu prometnu ulogu sve do izgradnje Panamskog kanala, koji je pušten u promet 1914. Značajna naselja u blizini su Porvenir, glavni grad čileanske pokrajine Tierra del Fuego (u sastavu XII. regije), koji su 1894. osnovali hrvatski imigranti, te Punta Arenas, gradić na suprotnoj obali i najznačajnija luka u tjesnacu.